# Regno dell'Ungheria orientale
Il Regno dell'Ungheria orientale (in ungherese: Keleti Magyar Királyság) è il nome attualmente utilizzato per designare il reame di Giovanni Zápolya e di suo figlio Giovanni Sigismondo Zápolya, antiré dei re asburgici d'Ungheria. Molti furono i tentativi da parte degli asburgici di riunire i due regni ungheresi sotto il loro controllo, ma i turchi riuscirono sempre ad evitare questo fatto prendendo il Regno dell'Ungheria orientale sotto la loro protezione.
L'esatto territorio del regno è ancora oggi disputato in quanto entrambi i re (gli Asburgo e gli Zápolya) reclamavano per sé l'intero regno, anche se una temporanea divisione territoriale si rese necessaria per i negoziati segreti del Trattato di Gran Varadino del 1538. Il Regno dell'Ungheria orientale divenne così il predecessore del Principato di Transilvania che venne fondato nel 1570 sulla base del Trattato di Spira (ratificato nel 1571).

## Storia

### Il regno di Giovanni I
Nel 1526, quando gran parte dell'esercito ungherese venne sconfitta dagli ottomani nella Battaglia di Mohács e Luigi II d'Ungheria venne ucciso in azione, i turchi preferirono non invadere il paese ritirando le loro truppe. 
Il paese entrò quindi nel periodo di faide interne tra i due rivali, Giovanni I e Ferdinando I d'Asburgo supportati ciascuno dalle diverse fazioni della nobiltà ungherese. 
Mentre Giovanni era formalmente voivoda di Transilvania ed il più ricco e potente dei proprietari terrieri dopo la battaglia di Mohács, Ferdinando godeva del supporto di suo fratello, l'imperatore Carlo V d'Asburgo. Per contrastare quest'ultimo fatto, Giovanni si alleò con gli ottomani e nel 1528 il sultano gli concesse un'alleanza per iscritto, con l'obbligo da parte di Giovanni I di giurare fedeltà alla causa ottomana (1529).
Nel 1538, le due parti ufficializzarono una divisione temporanea del regno sulla base del Trattato di Gran Varadino, che così venne inteso sino alla morte di Giovanni Zápolya.
Gli Asburgo, in cambio del riconoscimento dello status quo, ottennero da parte di Giovanni I il riconoscimento dell'Ungheria Reale agli imperiali, con capitale Presburgo.

### Il regno di Giovanni II Sigismondo
Nel 1540, quando Giovanni I Zápolya morì, suo figlio, l'infante Giovanni II Sigismondo Zápolya venne incoronato quale suo successore ed il regno mantenne la propria divisione. Dal 1541/1542, la casa di Zápolya controllò anche la regione dal 1571 conosciuta col nome di Partia.
Per gran parte del regno di Giovanni II, il paese venne governato da sua madre, Isabella, con l'aiuto di un reggente, il cardinale Giorgio Martinuzzi e col supporto del sultano Solimano il Magnifico.  
Nel 1541 il paese, già diviso in due parti, venne suddiviso in tre parti per via dell'occupazione turca la porzione centrale controllata dall'Impero ottomano divenne nota come Eyalet di Budin, la parte occidentale rimase l'Ungheria Reale ove i nobili elessero a re Ferdinando I d'Asburgo nella speranza che questi potesse espellere i turchi, ed il Regno dell'Ungheria orientale.
Durante gli anni '40 del Cinquecento, il Regno dell'Ungheria orientale includeva le contee di Máramaros, Szabolcs, Szatmár, Közép-Szolnok, Bihar, Külső-Szolnok, Békés, Csongrád, Arad, Csanád e Temesköz. La città più grande era Várad o Lippa che furono significativi centri del potere dello stato, garantendo la predominanza suoi magnati della regione. Uno dei nobili più ricchi dell'area, Péter Petrovics, era de facto il governante di Temesköz, pur rimanendo lale alla famiglia Zápolya. Le regioni dalla contea di Máramaros sino al fiume Kraszna era governata dalla famiglia Drágffy-Perényi, Ecsed e Somlyó dalla famiglia Báthory, la contea di Békés dai Patócsy, la valle del fiume Maros dalla famiglia Jaksics ed il villaggio di Debrecen dalla famiglia Török di Enying. Le contee di Zemplén, Borsod e Abaúj con i loro confini poco definiti erano rette rispettivamente dalle famiglie Balassa, Losonci, Bebek e Drugeth.
Le campagne dell'esercito nel 1543–44 lasciarono una sola strada sicura di collegamento con l'Ungheria Reale, presso la valle del Vág, in quel momento popolata di sostenitori del regno asburgico.
Nell'agosto del 1544, alcuni commissari della parte centrale del regno medievale d'Ungheria con le loro contee presso il fiume Tisza presero parte alla Dieta transilvana di Torda come pari e ciò non deve stupire se pensiamo che proprio questo parlamento sarà il successore delle diete ungheresi.
La cancelleria e l'alta corte di Buda scomparvero durante la crisi politica del 1540-41 e la Transilvania non poteva più essere amministrata dagli organi centrali del regno ungherese ormai collassato. L'apparato del voivodato transilvano era inadeguato a provvedere alle richieste dello stato. Giorgio Martinuzzi contribuì pertanto a formare una nuova struttura amministrativa ed a stabilire la corte reale a Gyulafehérvár.
Molti signori feudali perdettero le terre assegnate loro in passato a causa della nuova conformazione dello stato.
I Sassoni continuarono a sostenere gli Asburgo e Péter Haller, magistrato reale a Szeben, fu l'unico sassone alla corte di Gyulafehérvár.
I sostenitori di re Giovanni II erano a lui legati per il fatto di avere interessi nell'amministrazione stessa del nuovo regno senza il quale non avrebbero più potuto godere appieno del loro status. Malgrado questo, la classe dirigente del Regno dell'Ungheria orientale era fermamente intenzionata a riunificare tutto il territorio ungherese sotto l'unica corona di Giovanni II.

### Il governo degli Asburgo e la guerra
Nel 1549, secondo il Trattato di Nyírbátor, i legati di re Ferdinando I e di Isabella Jagellona si accordarono per il ritorno della Transilvania sotto il controllo del Regno asburgico d'Ungheria, trattato fortemente promosso da Martinuzzi. Isabella, madre di Giovanni II Sigismondo, non voleva accettare questa privazione nei confronti della corona di suo figlio e informò immediatamente il sultano dei fatti. Vi furono dei confronti tra le forze di Isabella e quelle del Martinuzzi che sosteneva gli Asburgo.  L'esercito del Martinuzzi assediò la residenza reale di Gyulafehérvár per due volte nel 1550 e nel 1551. L'accordo venne siglato da Isabella nel 1551. Dopo l'assassinio di Giorgio Martinuzzi ad opera di emissari di Ferdinando I nel 1551 che lo aveva accusato di tradimento nei suoi confronti, Giovanni Battista Castaldo rioccupò la Transilvania e la regione del Tisza per il regno asburgico d'Ungheria. Giovanni Sigismondo abdicò dal trono ed assieme ad Isabella lasciò il paese alla volta della Polonia.
Il sultano, sentendosi tradito, ordinò al suo esercito di entrare in Ungheria nel 1552. Veszprém, Drégely, Szolnok, Lippa, Temesvár, Karánsebes e Lugos caddero nel corso della campagna. Solo il castello di Eger amministrato da István Dobó resistette agli ottomani. Nel 1553, Ferdinando ritirò i soldati di Castaldo dalla Transilvania, e nel 1554 il sultano lanciò un ulteriore attacco all'Ungheria, occupando Salgó e Fülek.

### Rinascita del regno degli Zápolya
Nel 1556 i nobili richiamarono re Giovanni II e lo elessero quale principe di Transilvania alla Dieta di Szaszsebes, e gli Zápolya ottennero così un nuovo principato da cui architettare i loro piani di ritorno in Ungheria.
Nel 1568, venne riconosciuta formalmente la libertà religiosa e garantita da Giovanni II Sigismondo nell'Editto di Torda. Questa tolleranza religiosa e diversità ebbe un impatto importante.

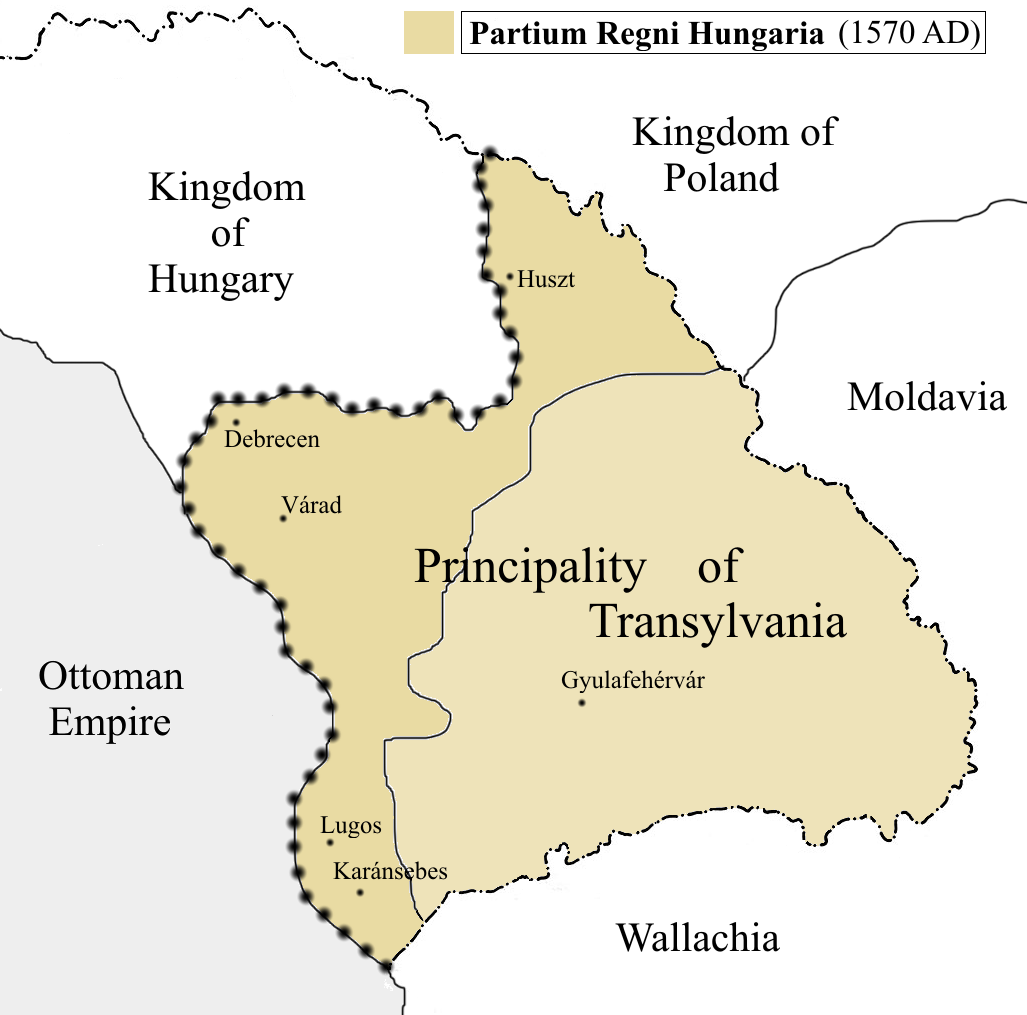
Il Principato di Transilvania, stato successore del Regno dell'Ungheria orientale (1570). Il Partium è indicato in colore più scuro

Nel 1570, Giovanni II Sigismondo Zápolya, figlio di Giovanni I Zápolya rinunciò alle sue pretese come re d'Ungheria (1540–1570) in favore di Massimiliano II d'Asburgo, che dal 1563 pretendeva tale titolo. In cambio Giovanni II Sigismondo Zápolya come abbiamo già detto divenne il primo Principe di Transylvania (precisamente princeps Transsylvaniae et partium regni Hungariae dominus - Principe di Transilvania e governante di una parte del Regno d'Ungheria) dal 1570 sino alla sua morte (1571).

### Il trattato di Spira
Nel 1570 col Trattato di Spira (ratificato poi nel 1571) Giovanni II Sigismondo abdicò formalmente da re d'Ungheria ottenendo nel contempo il riconoscimento formale della sua nuova sovranità sulla Transilvania. 
Questo trattato, come il precedente accordo di Grosswardein (Nagyvárad), ribadì il principio dell'unità dell'Ungheria. Il Partium e la Transilvania vennero concessi a Giovanni II Sigismondo, ma col titolo di principe imperiale. 
Anche all'interno del neonato principato, ad ogni modo, i principi locali erano costretti a pagare un tributo ai turchi, con la ricompensa però di governare in considerevole autonomia